# Анатомия меланхолии
«Анатомия меланхолии» (англ. The Anatomy of Melancholy; полное название — «Анатомия меланхолии, всё о ней: виды, причины, симптомы, прогнозы и некоторые лекарства. В трех частях со своими секциями, разделами и подразделами. Философично, исторично. Просто и понятно») — одно из самых известных (и объёмных) произведений английской прозы эпохи барокко.
Гигантский том in-quarto толщиной в 900 страниц был опубликован в 1621 году под псевдонимом Демокрит Младший. «Анатомия Меланхолии» разделена на три основные части: первая часть определяет и описывает различные виды меланхолии, которая в то время ещё считалась реальным недугом наподобие депрессии, и притом крайне распространённым. Вторая часть предлагает различные виды лечения; а третья анализирует любовную меланхолию и религиозную меланхолию.
Автор книги — оксфордский прелат Роберт Бёртон — продолжал дополнять и дописывать книгу до самой смерти в 1640 году. Изначально он ставил перед собой цель, отталкиваясь от неформальной стилистики «Опытов» Монтеня, проанализировать меланхолию, исследовать её причины и следствия, а заодно рассеять меланхолию (как собственную, так и читательскую) занимательным рассказом о ней. Итоговая книга носит энциклопедический характер, черпая примеры меланхолии из почти всех областей человеческой деятельности и знания начала XVII века.
Отдельные главы «Анатомии» представляют собой причудливое перечисление слабо связанных друг с другом анекдотов, зачастую изложенных не без юмора. Текст изобилует лирическими отступлениями, которые вольно перетекают друг в друга наподобие потока сознания. Сложности чтению добавляют огромные выписки на латыни из учёных авторов античности (в современных изданиях приводятся, как правило, в английском переводе).
Помимо Роберта Бёртона, классические образцы английской барочной прозы энциклопедического свойства, и также с медицинским уклоном, оставил его младший современник Томас Браун. Однако в отличие от небрежного, скомканного, рубленого слога Бёртона, Браун считается мастером изысканной, аристократической, «парчовой» риторики, изобилующей диковинными латинизмами.
«Анатомия меланхолии» не издавалась ни разу с 1676 по 1800 гг., став за эти годы библиографической редкостью, что не помешало Лоуренсу Стерну развить и одновременно спародировать прихотливо-эксцентричный стиль Бёртона в многотомном романе «Тристрам Шенди» (1759—1767). «Анатомия меланхолии» была настольной книгой поэта-романтика Джона Китса, почерпнувшего из неё сюжеты «Оды к Меланхолии» и поэмы «Ламия». Другой поклонник творчества Бёртона, Хорхе Луис Борхес, поставил строки из «Анатомии» эпиграфом к рассказу «Вавилонская библиотека». Цитата из Кеплера, взятая из «Анатомии меланхолии», приведена Гербертом Уэллсом в качестве эпиграфа к роману «Война миров».

## Публикации
На английском
- Последнее прижизненное издание «Анатомии меланхолии» (1638) Архивная копия от 22 декабря 2016 на Wayback Machine на Google Books

На русском
- Анатомия меланхолии / Перевод, статьи и комментарии А. Г. Ингера. — М.: Прогресс-Традиция, — 2005. — 832 с. (Перевод первой части книги.)